# Conifer Grove
Conifer Grove est une banlieue où prédomine la classe moyenne-supérieure de la cité d’Auckland, située dans l’Île du Nord de la Nouvelle-Zélande.

## Situation
Elle est localisée sur la berge est de la crique de Pahurehure  dans le mouillage de  Manukau Harbour, et est sous l’autorité du conseil d’Auckland.
La banlieue constitue le coté ouest de la zone urbaine de Takanini et est dans le ward de Manurewa-Papakura (en) de la cité d’Auckland .
La banlieue est connue pour ses trois rues linéaires , sa vue sur la baie et jusqu’en 2018, elle était bordée par le parcours de golf de “Manukau Golf Course” .

## Histoire
La banlieue de Conifer Grove fut construit autour des années 1965 à 1970.
La zone moderne de Conifer Grove (incluant  “Keywella Drive”, “Aristoy Close” et “Chippewa Place”)  était auparavant une ferme laitière possédée par la famille Strevens, qui reliait la Great South Road (en) et ce qui est maintenant le parcours de golf du “Manukau Golf Course”.
Les noms de “Walter Strevens Drive” et de “Walter Strevens reserve” viennent du nom du patriarche de la famille de cette époque là, qui a vendu les terrains et qui s’appelait : Walter John Strevens.
Durant la réforme majeur du gouvernement local intervenue en 1989, Conifer Grove fut recentré et la zone fut incluse dans les limites du district de Papakura.
À partir d’octobre 2010, après la publication de la revue de la Royal Commission on Auckland Governance (en), l’ensemble de la région d’Auckland a été regroupée en une seule autorité de cité.
Comme pour le district de Papakura actuel, d’autres autorités territoriales ont été abolies et l’ensemble du secteur a été dissout dans le seul conseil de la cité d’Auckland.
La banlieue de Conifer Grove est maintenant une partie du Ward de Manurewa-Papakura (en) dans le cadre du conseil d’Auckland.

## Population
La population de la banlieue de Conifer Grove était de 4581 habitants selon le recensement de l’année 2006 en Nouvelle-Zélande.
Le groupe ethnique le plus commun au niveau de Conifer Grove est celui des personnes venant d’Europe avec  66,2 % des résidents en 2006.
Les résidents Maoris représentent 17,7 %  des habitants de la banlieue et les résidents originaires d’Asie constituent 10,3 % de la population.
Selon les données du recensement de 2006 en Nouvelle-Zélande : pour les résidents âgés de 15 ans ou plus, le groupe d’occupation le plus commun dans Conifer Grove  est  Managers, et le moins  commun est “travailleurs des services de la Communauté ou à la personne” avec un taux de sans emplois de 5,1 % de la population de Conifer Grove.

## Développement
Fraser Thomas fut désigné pour concevoir la subdivision et organiser la construction des lotissements de la banlieue.
Fraser Thomas fut récompensé du Certificat du mérite à la fois par l’”Association of Consulting Engineers NZ” et du “New Zealand Institute of Surveyors”.

## Installations
Conifer Grove a un petit centre commercial.
Localisé sur la côte, on trouve aussi l’école de “Conifer Grove Primary School” et “Conifer Grove Kindergarten”.
L’école primaire comprend aussi une école intermédiaire, offrant une éducation pour les élèves allant des années 0 à 8. les élèves rentrent ensuite principalement dans le secteur de recrutement de collège Rosehill (en).
Il y a aussi divers pacs ou réserves telles que “Brylee Drive Reserve” avec ses deux courts de tennis et son terrain de jeu.
Ceux-ci sont reliés par une une promenade de bord de mer, qui fait le tour de l’angle des étendues d’eau et de la mangroves, ce qui est apprécié par de nombreux résidents.
Cette promenade a été étendue pour relier le bord de mer jusqu’à la zone de “Walter Strevens Drive reserve”, mais la plupart des rues sont en cul-de-sacs.
Du fait de la conception de la banlieue, il n’y a qu’un chemin pour entrer et pour sortir de la nouvelle zone de Conifer Grove.
Un rond-point, dont la sécurité est assurée par des cameras, enregistrent les  mouvements des véhicules entrant ou sortant du secteur.